# Krzysztof Stopka
Krzysztof Jan Stopka (ur. 1958 w Pankach) – polski historyk i armenolog, profesor nauk humanistycznych w zakresie historii, od 2012 dyrektor Muzeum Uniwersytetu Jagiellońskiego Collegium Maius.

## Życiorys
Absolwent Wydziału Filozoficzno-Historycznego Uniwersytetu Jagiellońskiego, Instytutu Historii (1981). W 1992 uzyskał stopień doktora na podstawie rozprawy Szkoły katedralne metropolii gnieźnieńskiej w średniowieczu na tle europejskim, zaś w 2003 stopień doktora habilitowanego na podstawie rozprawy Armenia christiana. Unionistyczna polityka Konstantynopola i Rzymu a tożsamość chrześcijaństwa ormiańskiego. Od 2010 profesor UJ. W 2016 otrzymał nominację profesorską z rąk prezydenta RP Andrzeja Dudy.
Zatrudniony na stanowisku profesora w Instytucie Historii UJ. Przewodniczący Komisji Wschodnioeuropejskiej Polskiej Akademii Umiejętności. Członek Komisji Historii Nauki Polskiej Akademii Umiejętności oraz Komitetu Historii Nauki i Techniki Polskiej Akademii Nauk.
W latach 2004–2011 dyrektor Archiwum Uniwersytetu Jagiellońskiego. Od 2012 dyrektor Muzeum Uniwersytetu Jagiellońskiego Collegium Maius.
Specjalizuje się w historii szkolnictwa, kultury i Kościoła w średniowieczu, a także w historii Ormian w Polsce i Kościoła ormiańskiego. Przewodniczący Rady Fundacji Kultury i Dziedzictwa Ormian Polskich. Założyciel i redaktor naczelny „Lehahayer” - pierwszego w dziejach periodyku naukowego poświęconego historii Polskich Ormian.
W 2013 laureat Nagrody Naukowej KLIO za monografię Ormiańska Warszawa, której jest współautorem i redaktorem naukowym. W 2017 otrzymał srebrny medal „Zasłużony Kulturze Gloria Artis”. W 2022 odznaczony Krzyżem Kawalerskim Orderu Odrodzenia Polski.

## Najważniejsze publikacje
- Kościół ormiański w Polsce średniowiecznej, 1984
- Próby chrystianizacji Litwy w latach 1248–1263, 1987
- Szkoły katedralne metropolii gnieźnieńskiej w średniowieczu. Studia nad kształceniem kleru polskiego w wiekach średnich, 1994
- Ormianie w Polsce dawnej i dzisiejszej, 2000
- Dzieje Uniwersytetu Jagiellońskiego. Od założenia do schyłku XVIII wieku, 2000, wersja angielska: The history of Jagiellonian University; from foundation to the late 18th century, 2000
- Armenia christiana. Unionistyczna polityka Konstantynopola i Rzymu a tożsamość chrześcijaństwa ormiańskiego, 2002
- The Jagiellonian Foundation of the University of Cracow, 2003
- Wdzięczność ma długą pamięć: mecenasi Uniwersytetu Krakowskiego i rola ich darów w dziejach uczelni, 2005
- Die Stadt, in der die Polen Deutsche genannt werden: Zwischenethnische Interaktion in Kam“janec’-Podils’kyj in der Darstellung armenischer Quellen aus der Zeit um 1600, 2007
- Kultura religijna Ormian polskich (struktury i stosunku kościelno-publiczne), 2008, wersja angielska: The religious culture of Polish Armenians (church-public structures and relations), 2010
- „Nasza nacja polska”: kształtowanie się patriotyzmu polskiego wśród Ormian w okresie staropolskim, 2009
- Die Armenier im Königreich Polen zur Zeit von Martin Gruneweg, 2009
- Na wieczystą pamiątkę i symbol: Banderia Prutenorum: dzieło, autorzy, losy, / For Perpetual Memory and Symbol: Banderia Prutenorum: the work, the autors, its fate, 2009
- Ormianie polscy czy ukraińscy? O sposobie pisania historii Ormian na ziemiach dzisiejszej Ukrainy zachodniej, 2010
- Ormiańska Warszawa, 2012 (współautor, nagroda naukowa KLIO 2013)
- Języki oswajane pismem. Alografia kipczacko-ormiańska i polsko-ormiańska w kulturze dawnej Polski, 2013
- liczne biogramy w Polskim Słowniku Biograficznym
- redakcja naukowa: Corpus studiosorum Universitatis Iagellonicae 1850/51–1917/18 (E–Q, 2006–2011)th century, 2000